# Mancala

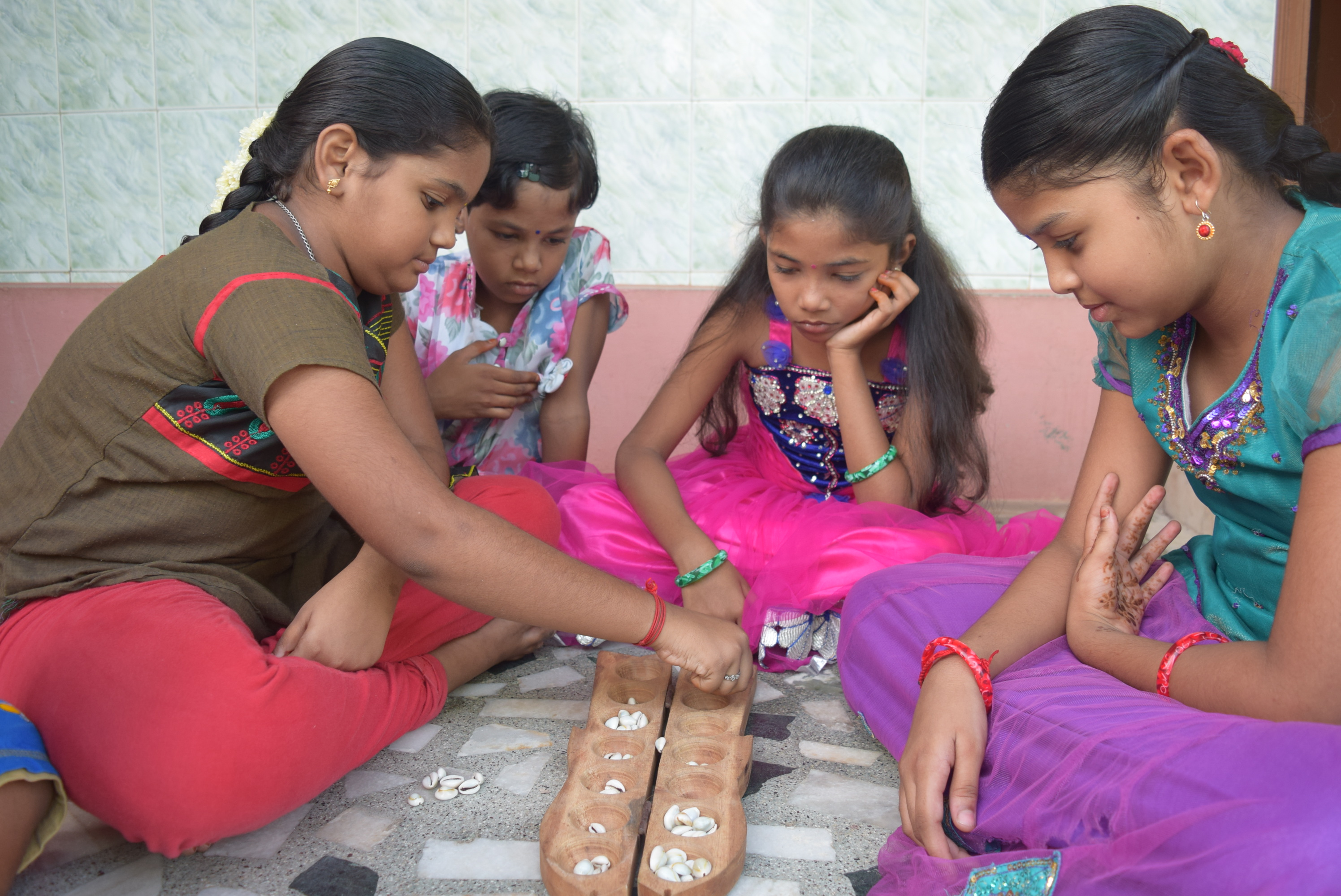
Trẻ em chơi Pallanguzhi, một biến thể của Mancala ở Ấn Độ

Mancala là một trong những trò chơi lâu đời nhất vẫn được chơi rộng rãi cho đến ngày nay. Mancala là tên gọi chung của một gia đình trò chơi bảng chiến lược theo lượt hai người chơi với những viên đá nhỏ, hạt đậu, hoặc hạt và hàng lỗ hoặc hố trên trái đất, một tấm ván hoặc bề mặt chơi khác. Mục tiêu thường là nắm bắt tất cả hoặc một số bộ quân cờ của đối thủ. Các phiên bản của trò chơi có từ thế kỷ thứ 7 và bằng chứng cho thấy trò chơi này tồn tại ở Ai Cập cổ đại.

## Tên và các biến thể

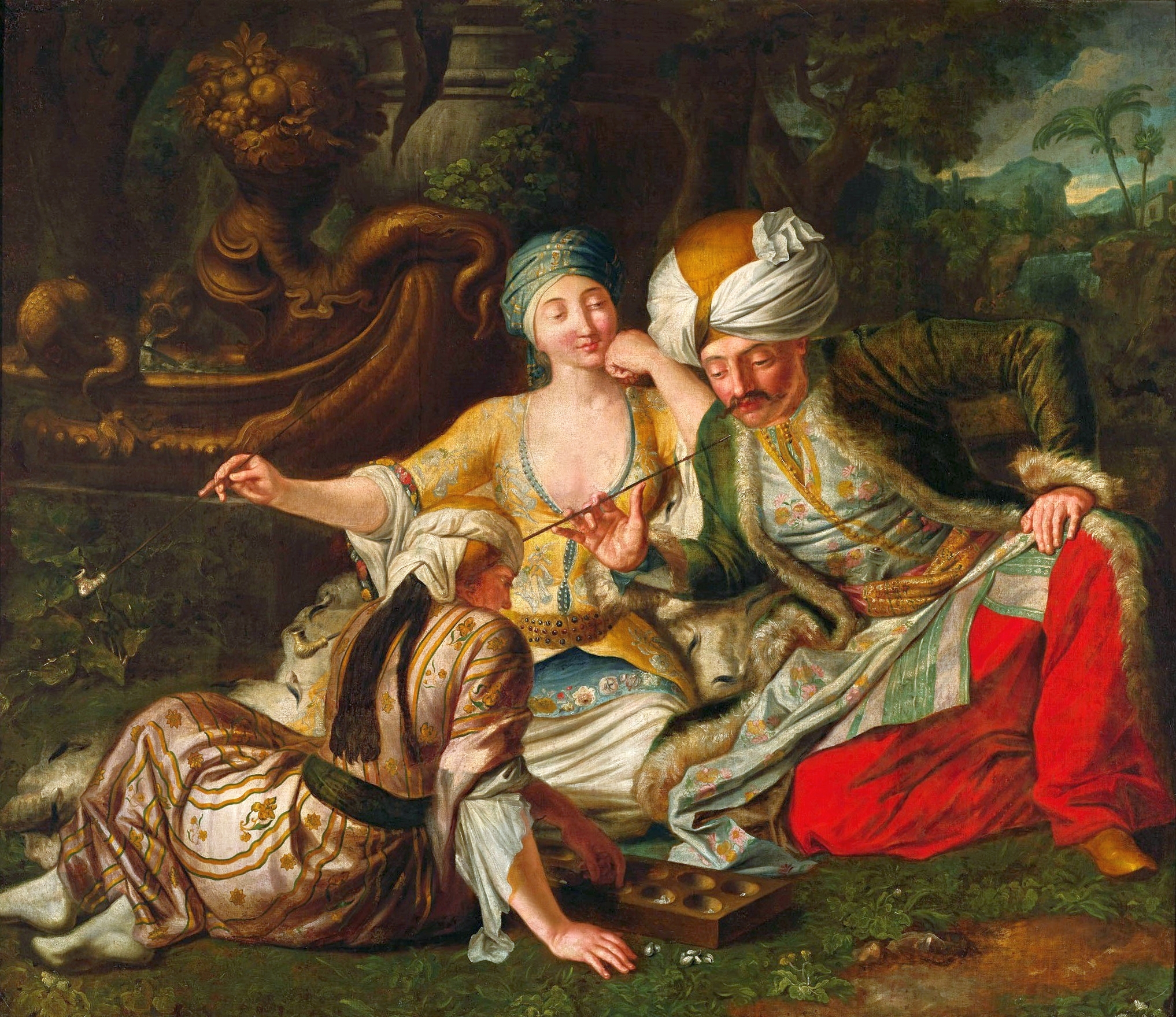
Tranh vẽ người chơi Mancala của Johann Samuel Mock, giữa năm 1730 và 1735

Mancala là một phân loại hoặc loại trò chơi, chứ không phải là bất kỳ trò chơi cụ thể. Một số trò chơi mancala phổ biến nhất (liên quan đến khu vực phân phối, số lượng người chơi và giải đấu và ấn phẩm) là:
- Ô ăn quan ở Việt Nam
- Ali Guli Mane hoặc Pallanguzhi, chơi ở miền Nam Ấn Độ.
- Nó cũng được gọi là Omanu Guntalu trong tiếng Telugu, được chơi ở các vùng nông thôn của Telangana, Ấn Độ.
- Bao la Kiswilian - được chơi ở hầu hết các nước Đông Phi bao gồm Kenya, Tanzania, Comoros, Malawi, cũng như một số khu vực của DR Congo và Burundi.[1]
- Gebeta (Tigrigna: ገ Muffጣ) - Người Ethiopia và Eritrea, đặc biệt là ở Tigrai.
- Kalah - biến thể Bắc Mỹ, biến thể phổ biến nhất trong thế giới phương Tây.
- Oware (awalé, awélé, awari) - Ashanti, nhưng chơi trên toàn thế giới với các biến thể gần gũi được chơi trên khắp Tây Phi (ví dụ, ayo của Yorubas và ishe bởi Igalas) và ở Caribbean.[2][3][4]
- Toguz korgool hoặc Toguz kumalak - được chơi ở Kyrgyzstan và Kazakhstan.
- Igisoro, chơi ở Rwanda.

Một kiểu phụ đáng chú ý của mancala là mancalas Đông Nam Á như congkak ở Malaysia, congklak hoặc dakon ở Indonesia, sungka ở Philippines, và các tên khác. Chúng khác với các loại mancala khác ở chỗ cửa hàng của người chơi được bao gồm trong việc đặt hạt giống. Loại phổ biến nhất có bảy lỗ cho mỗi người chơi, ngoài các lỗ lưu trữ của người chơi. Phiên bản này có quy tắc giống hệt nhau trong phạm vi của nó. Nhưng cũng có nhiều biến thể với số lượng lỗ và quy tắc theo khu vực. Đôi khi nhiều hơn một phiên bản có thể được chơi ở cùng một địa phương.
Mặc dù hơn 800 tên của các trò chơi mancala truyền thống đã được biết đến, một số tên biểu thị cho cùng một trò chơi, trong khi một số tên được sử dụng cho nhiều hơn một trò chơi. Gần 200 phiên bản phát minh hiện đại cũng đã được mô tả.

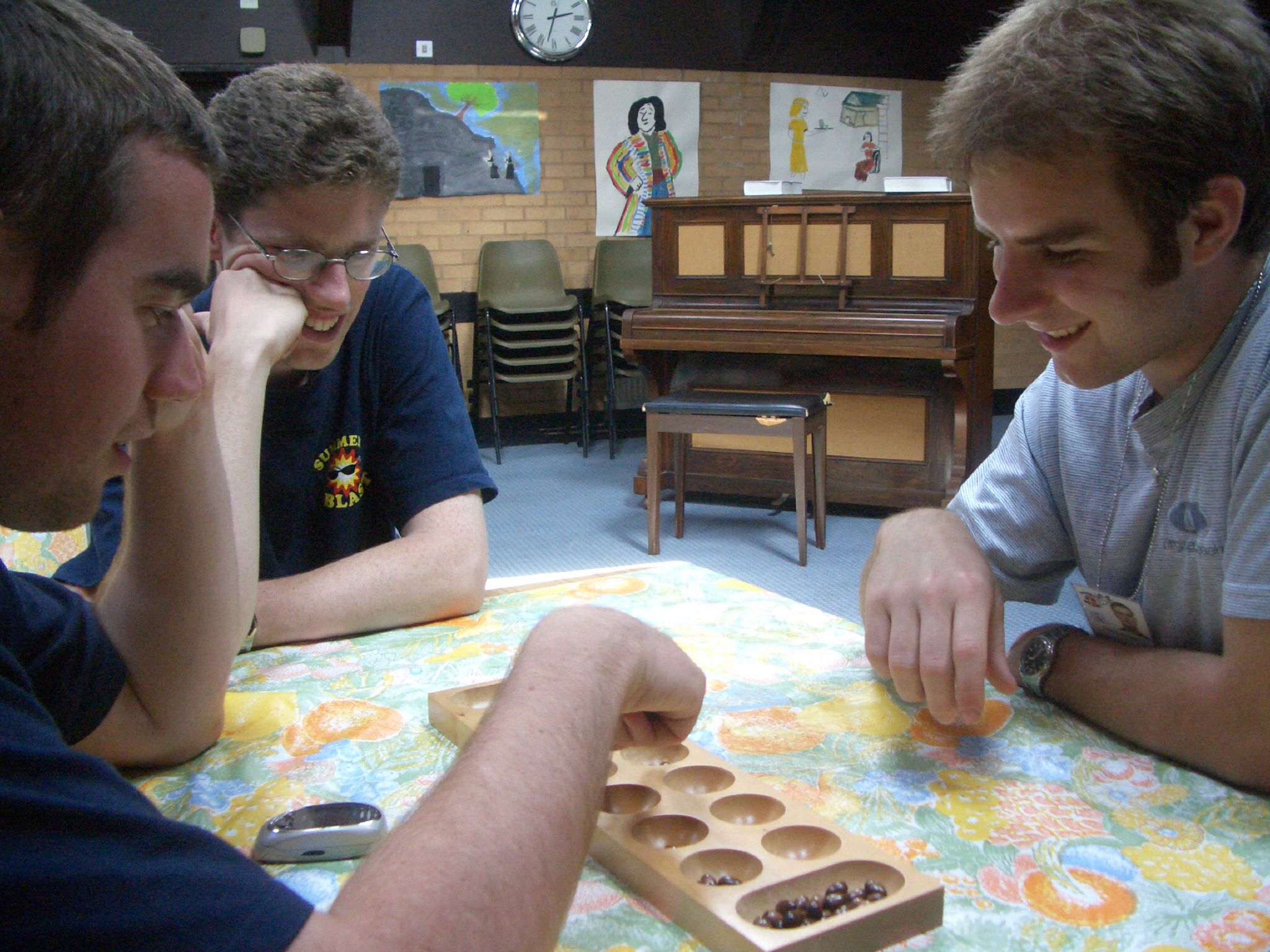
Người chơi Kalah ở Anh
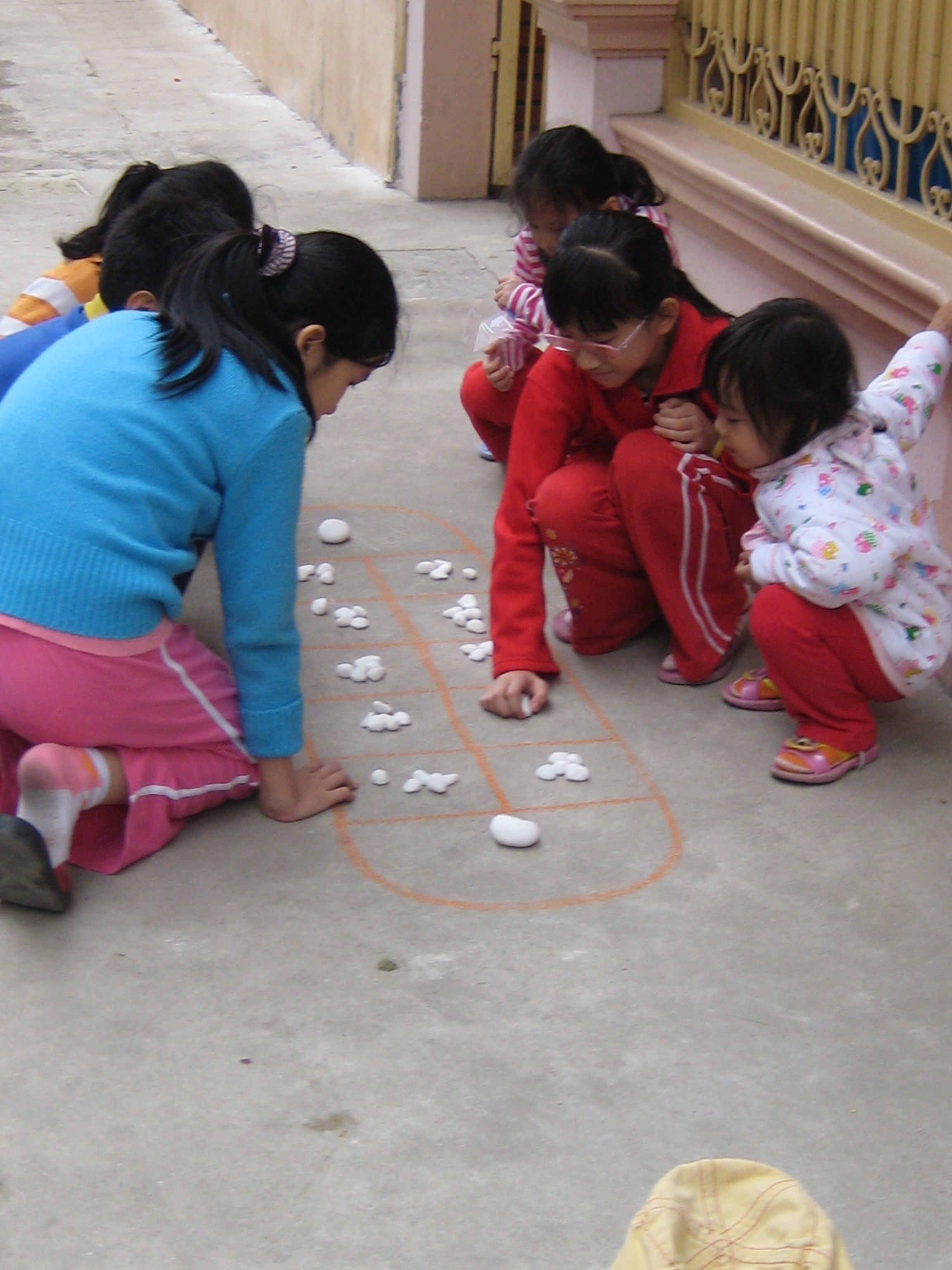
Ô ăn quan ở Việt Nam
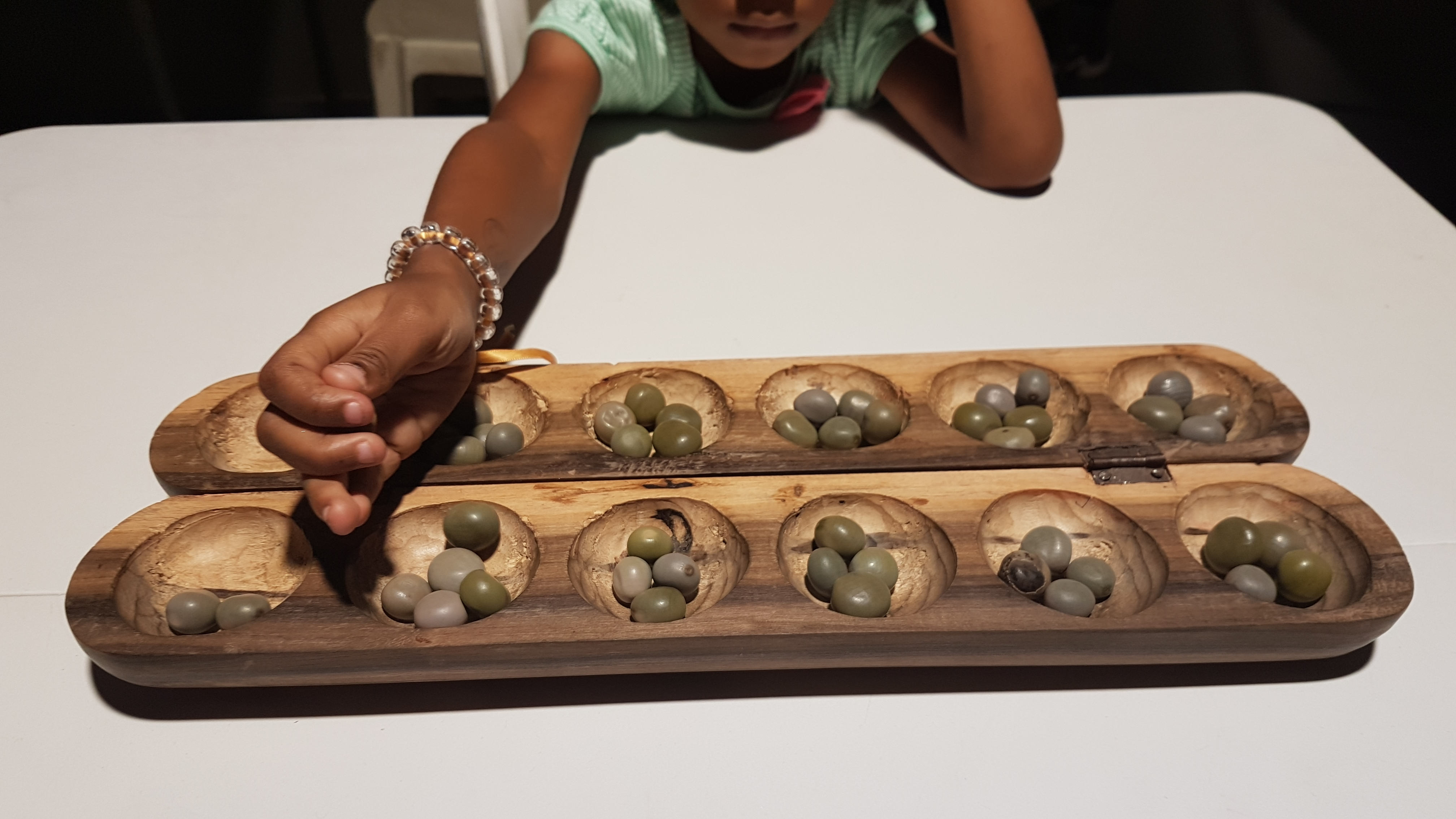
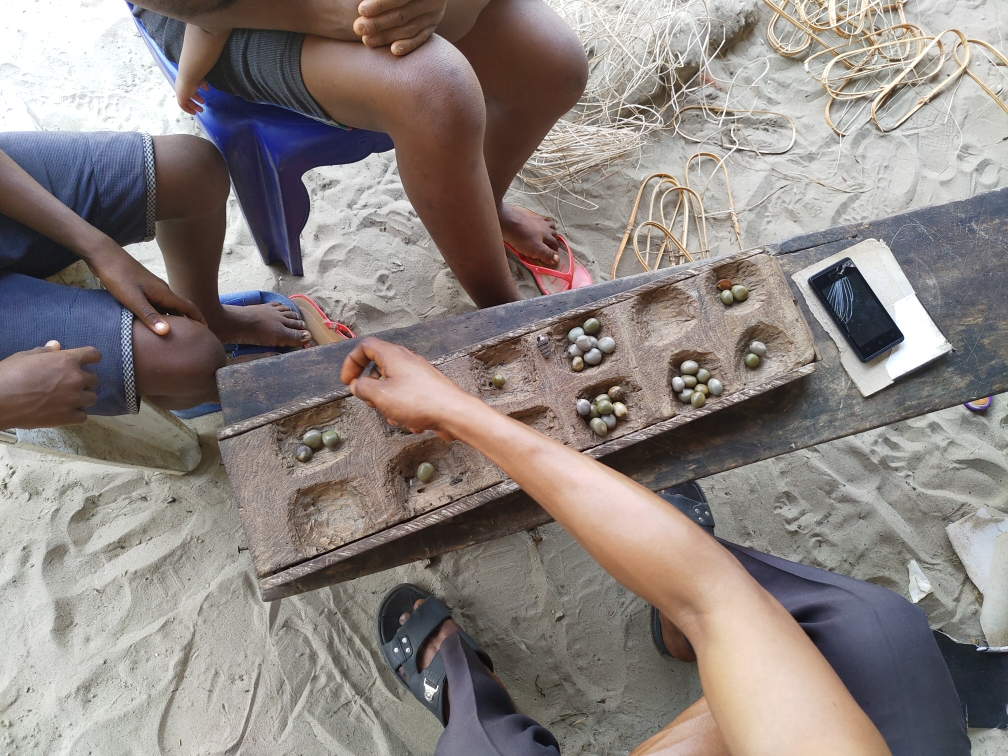
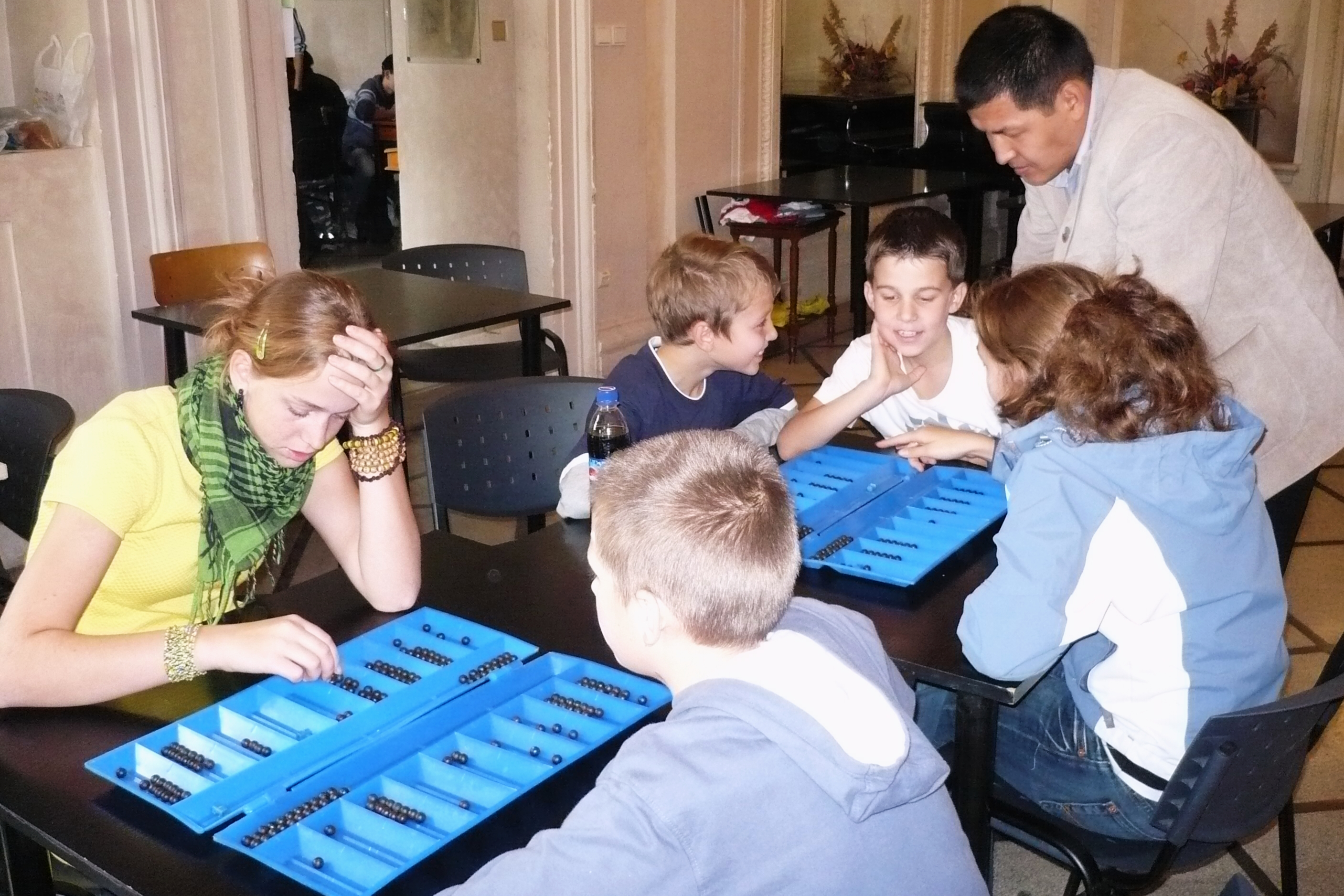
Toguz kumalak từ Kyrgyzstan
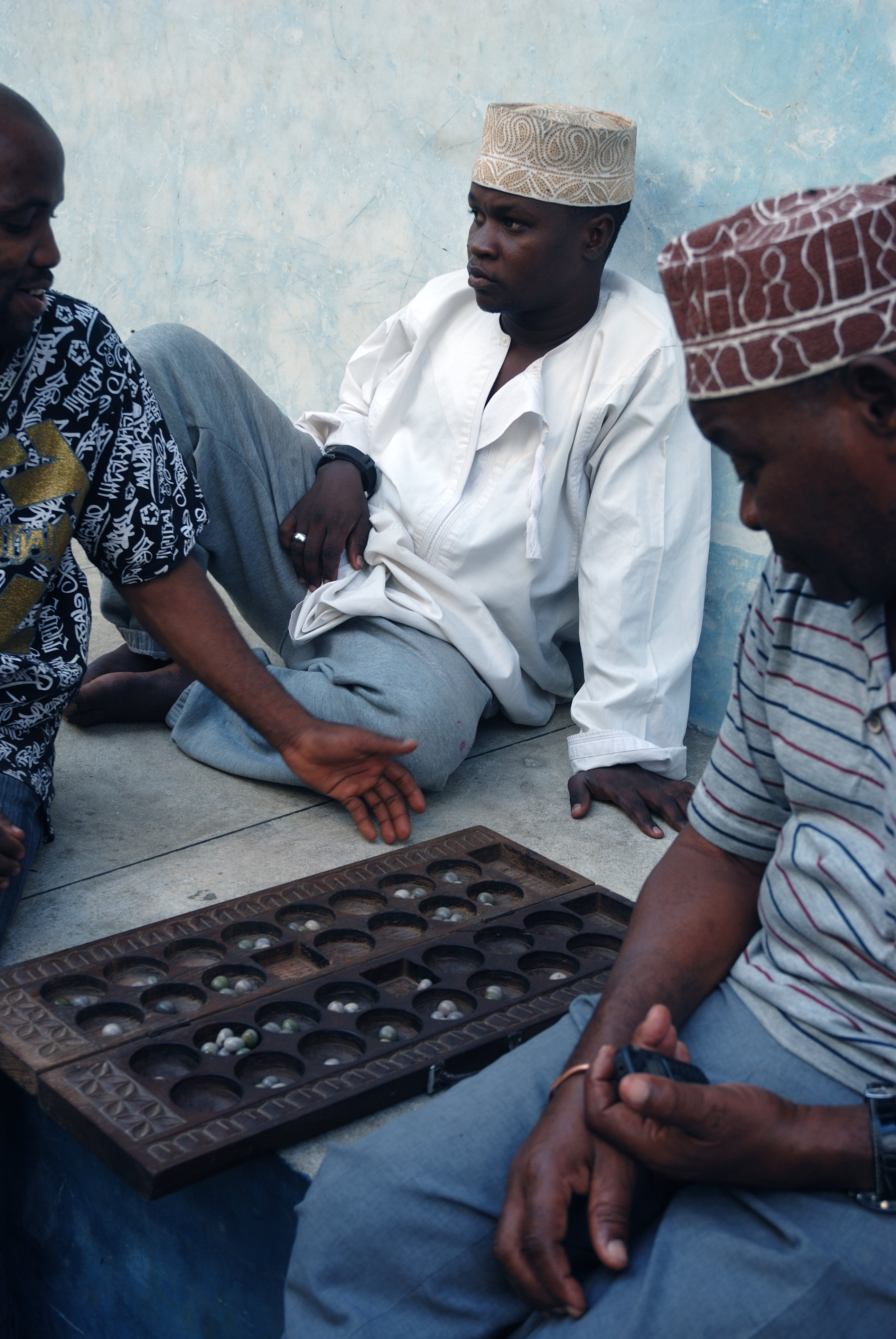
Người chơi mancala dân tộc Bao ở Zanzibar
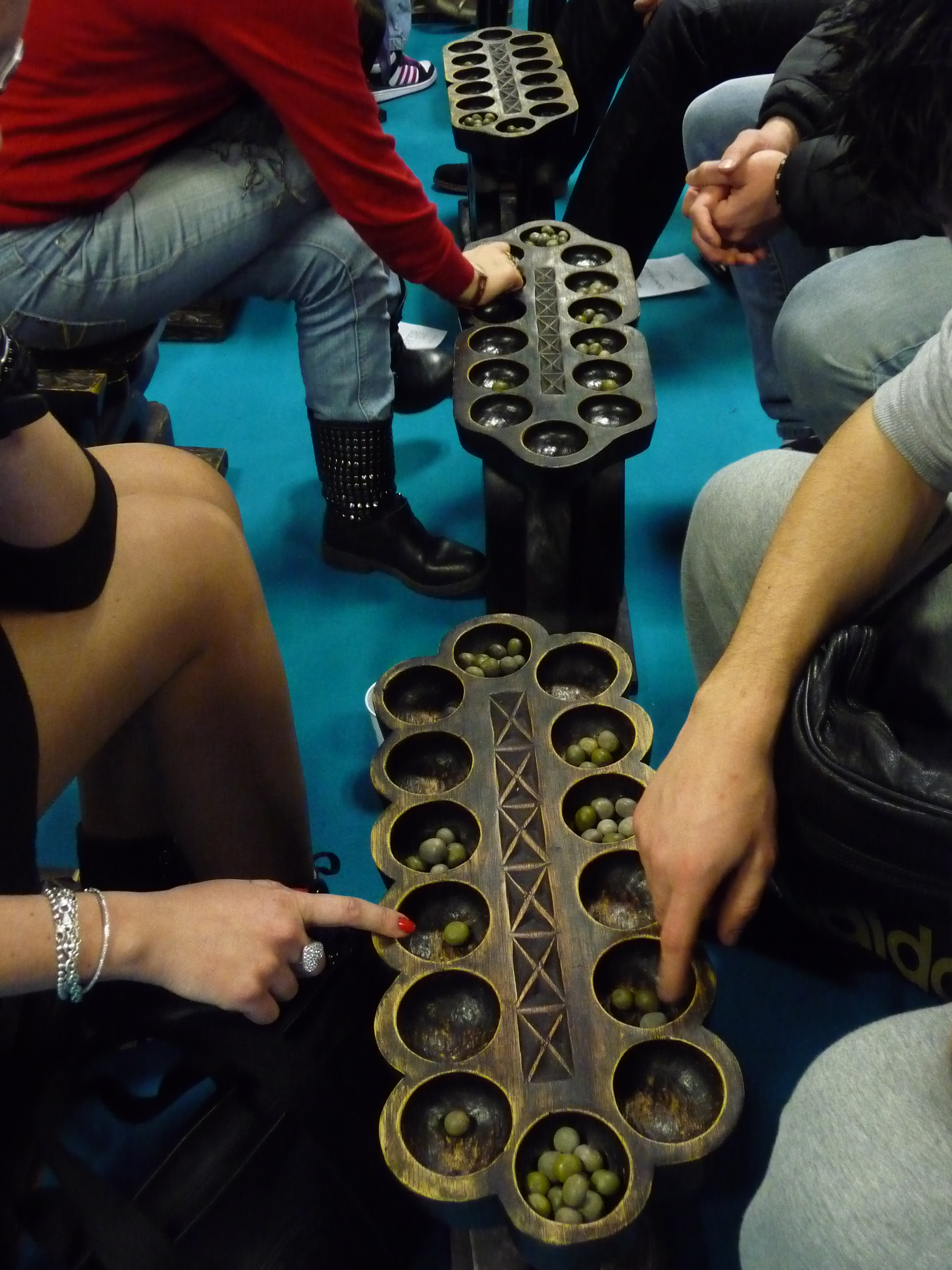
Oware
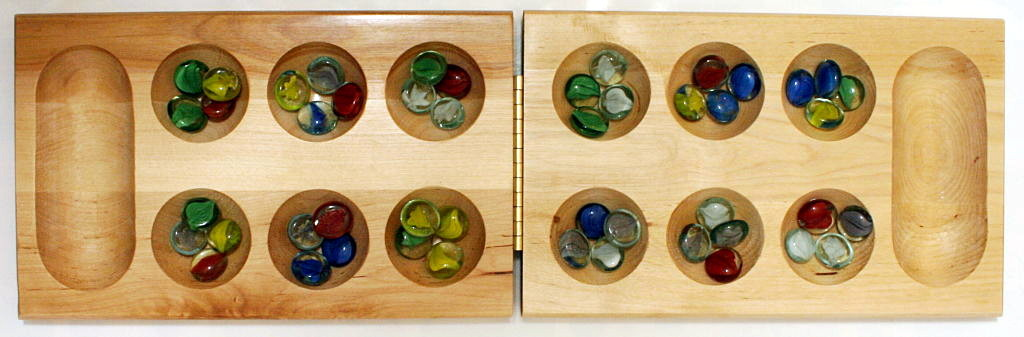
Bàn cờ bằng gỗ, xếp được
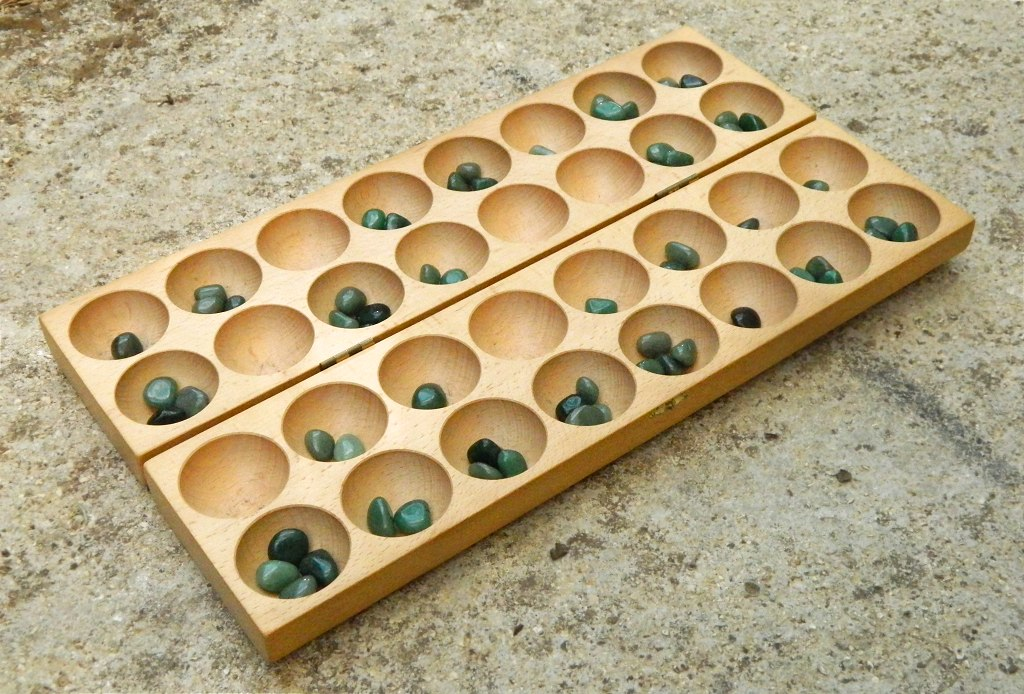
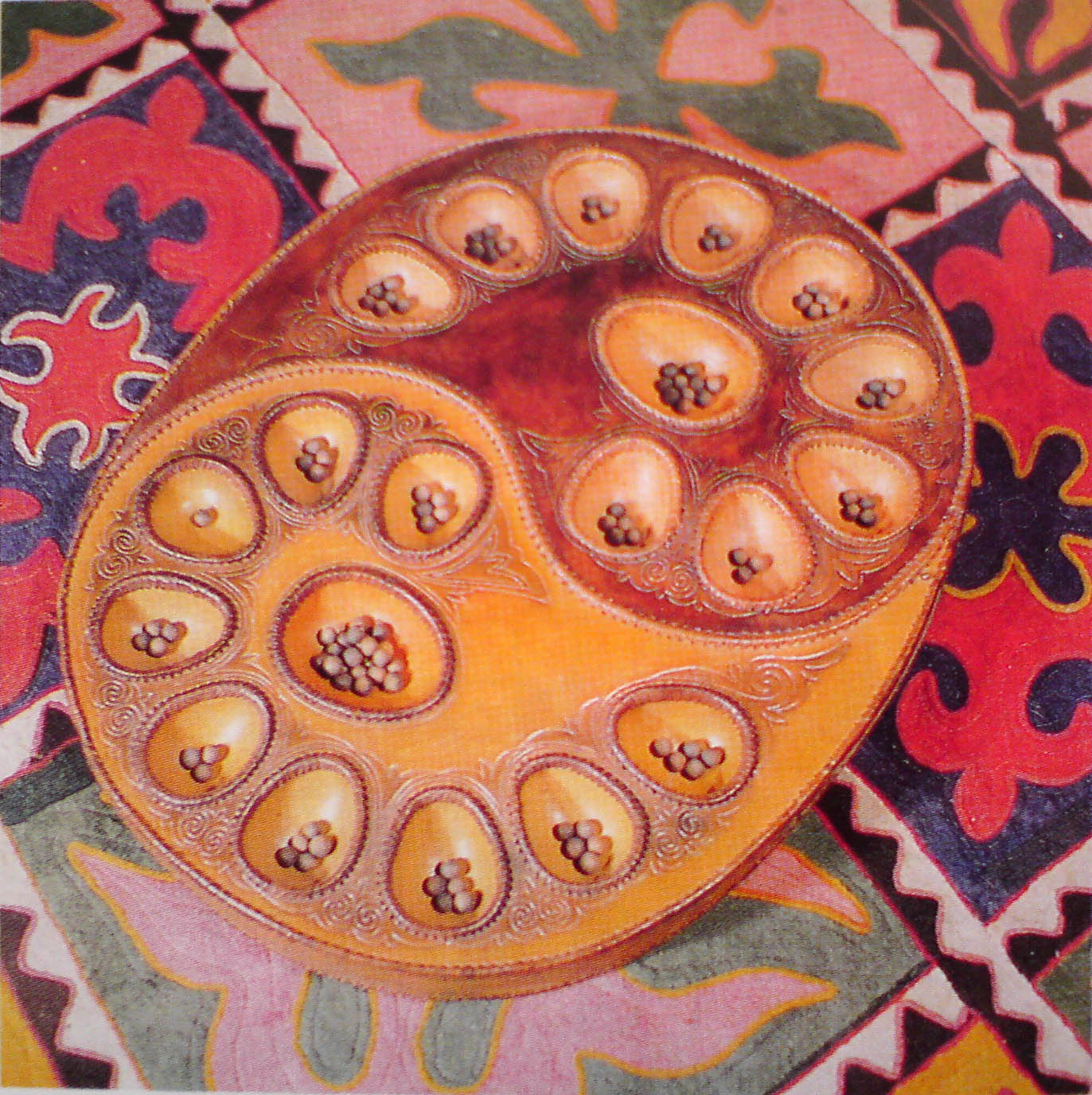
Togus Korgool (Toguz kumalak)  từ Kyrgyzstan
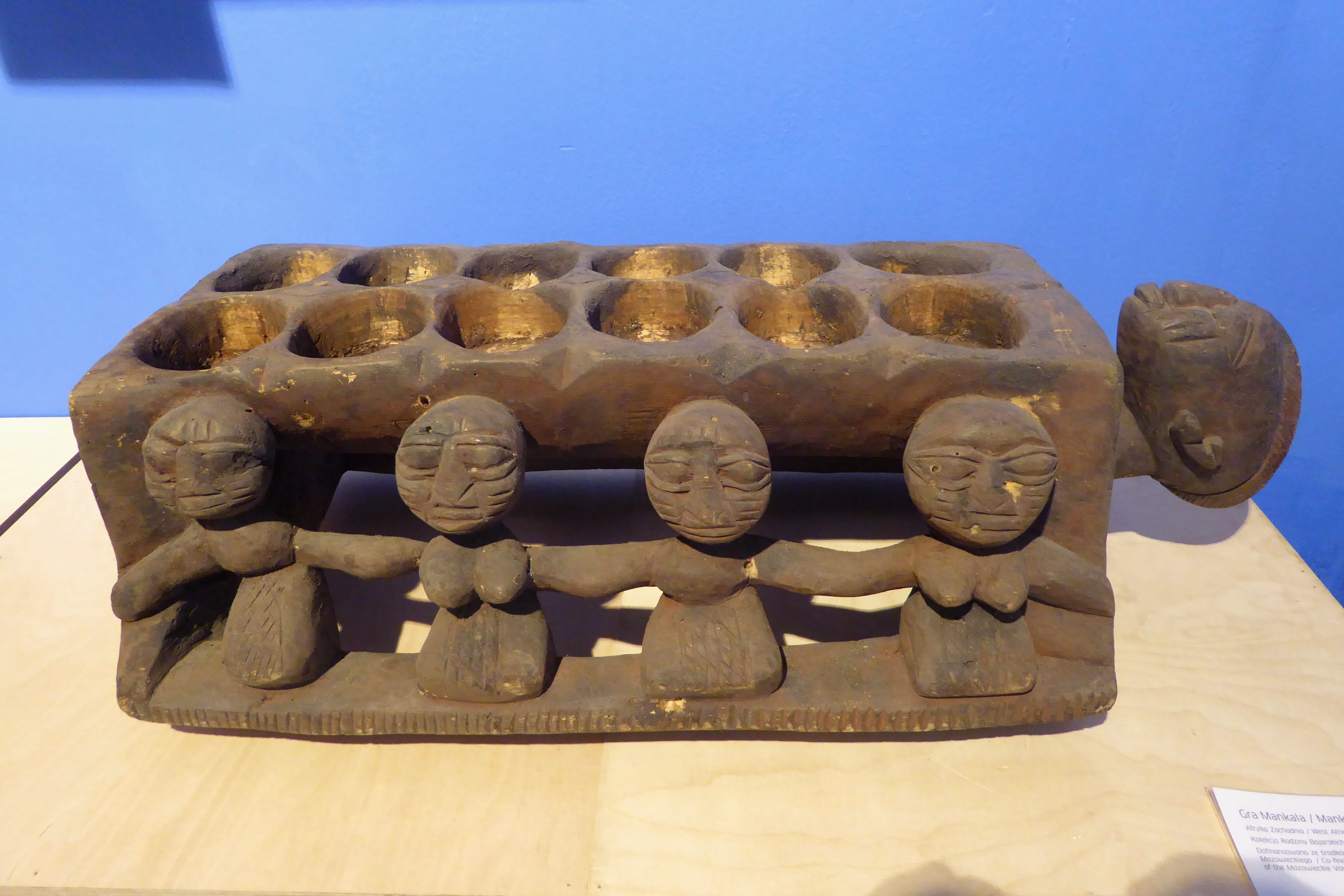
Bảng Mancala trong Bảo tàng Dân tộc học Quốc gia, Warsaw
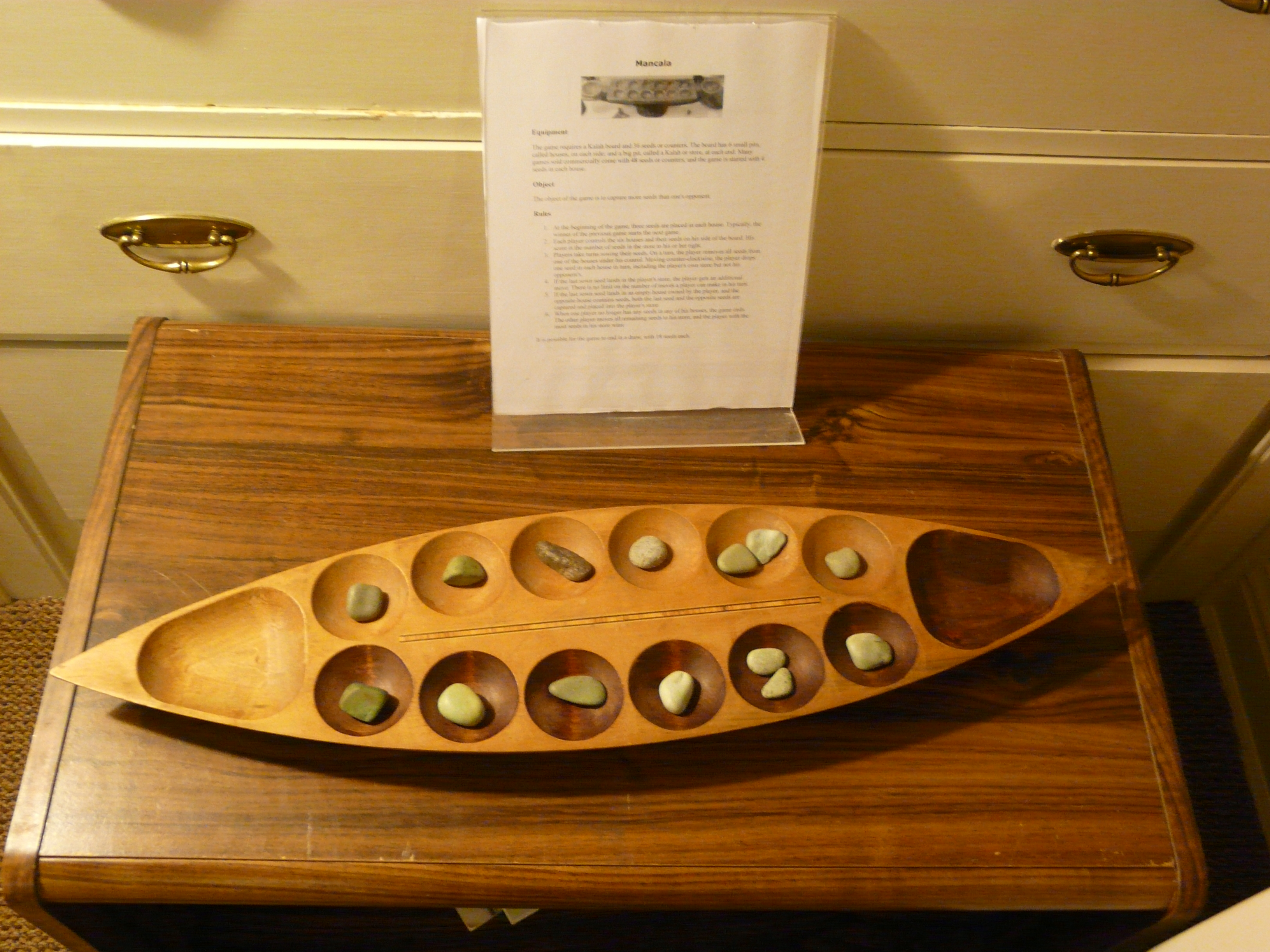
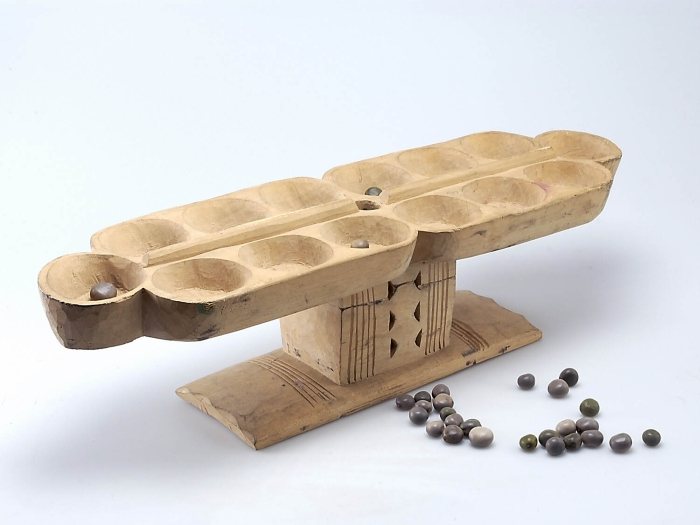
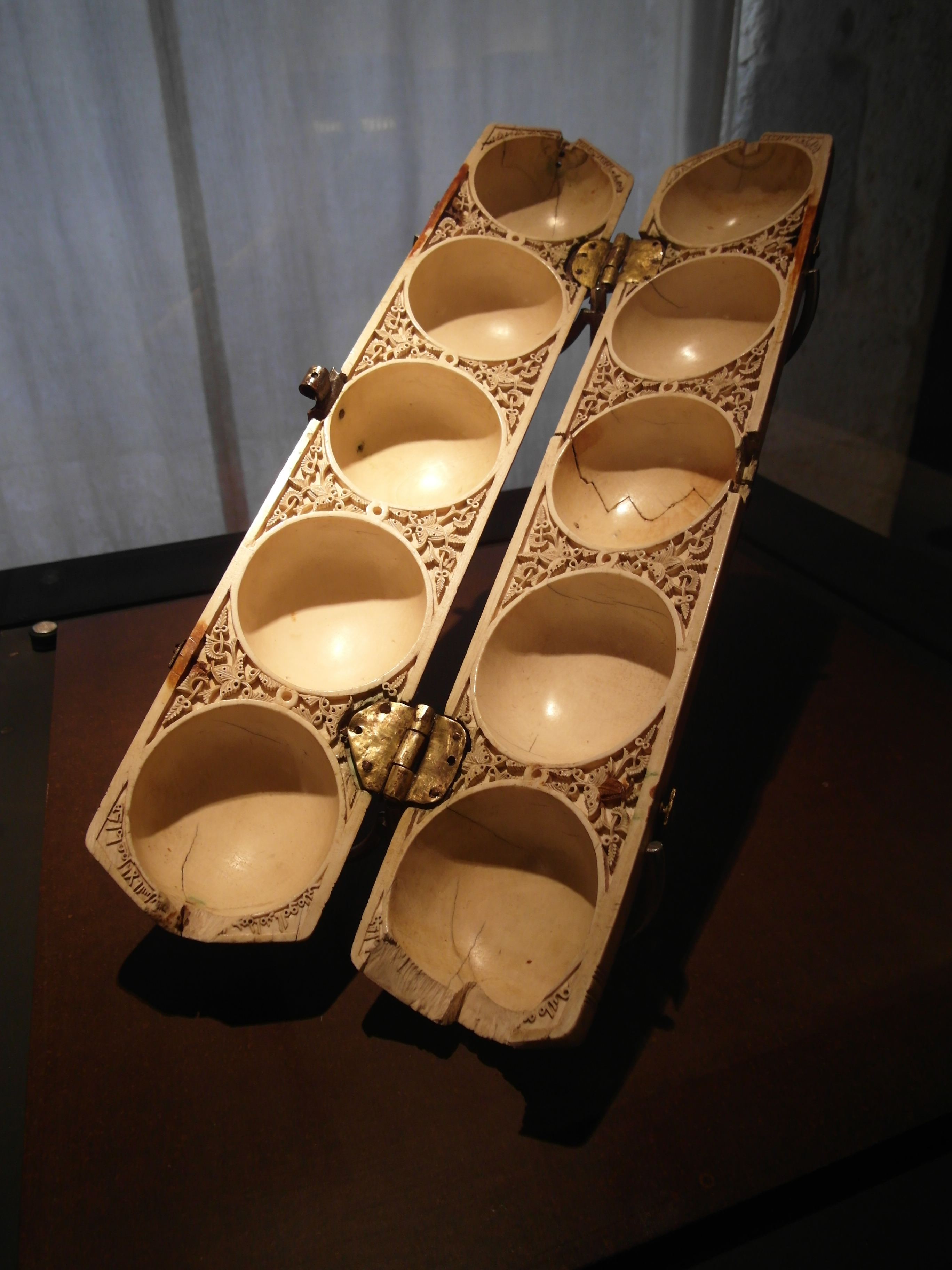
Hộp đựng cờ bằng ngà voi từ một xưởng ở Medina Azahara, đầu thế kỷ 10, từ tu viện Santo Domingo de Silos. Bảo tàng Burgo, Tây Ban Nha
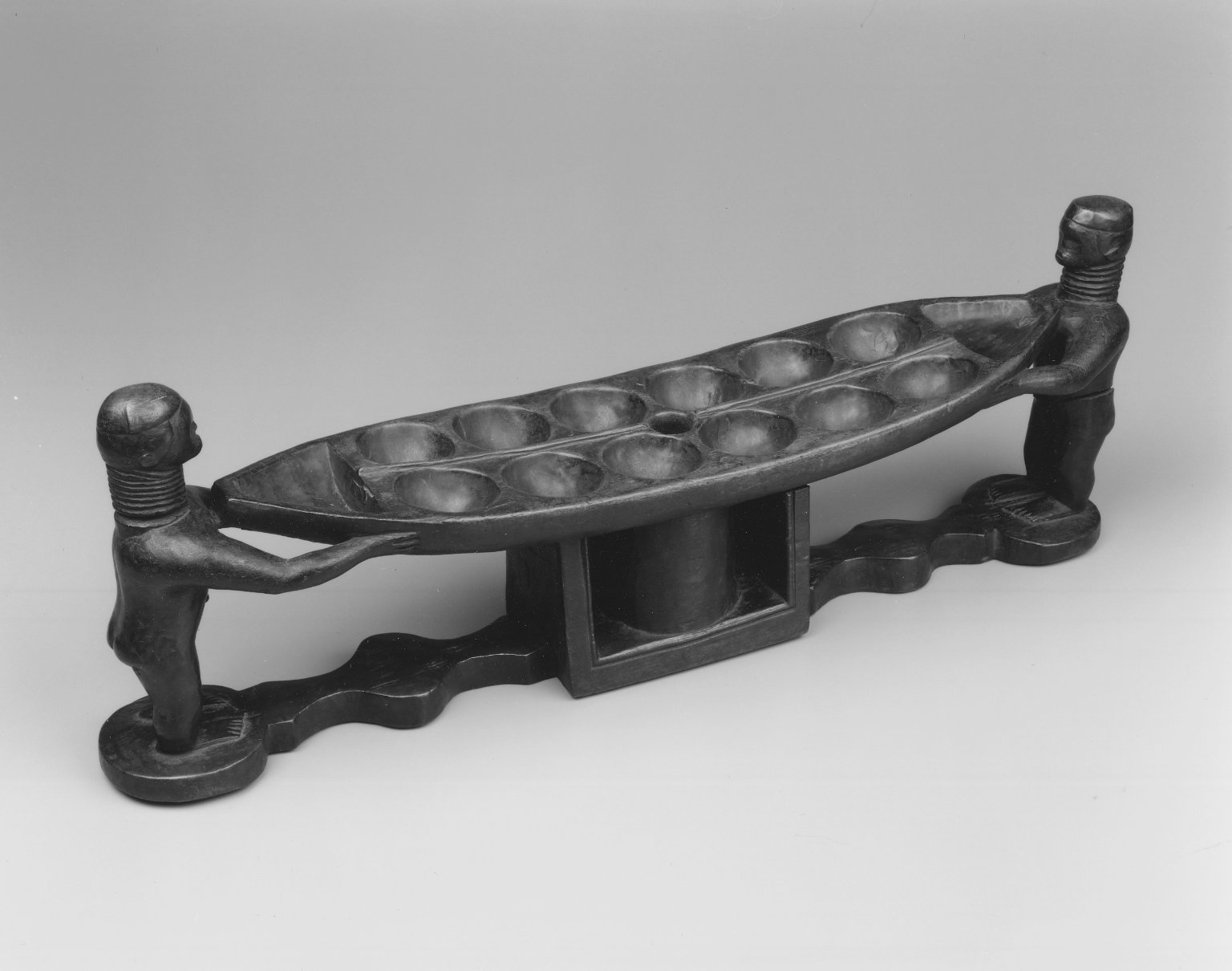
Tại Bảo tàng Brooklyn
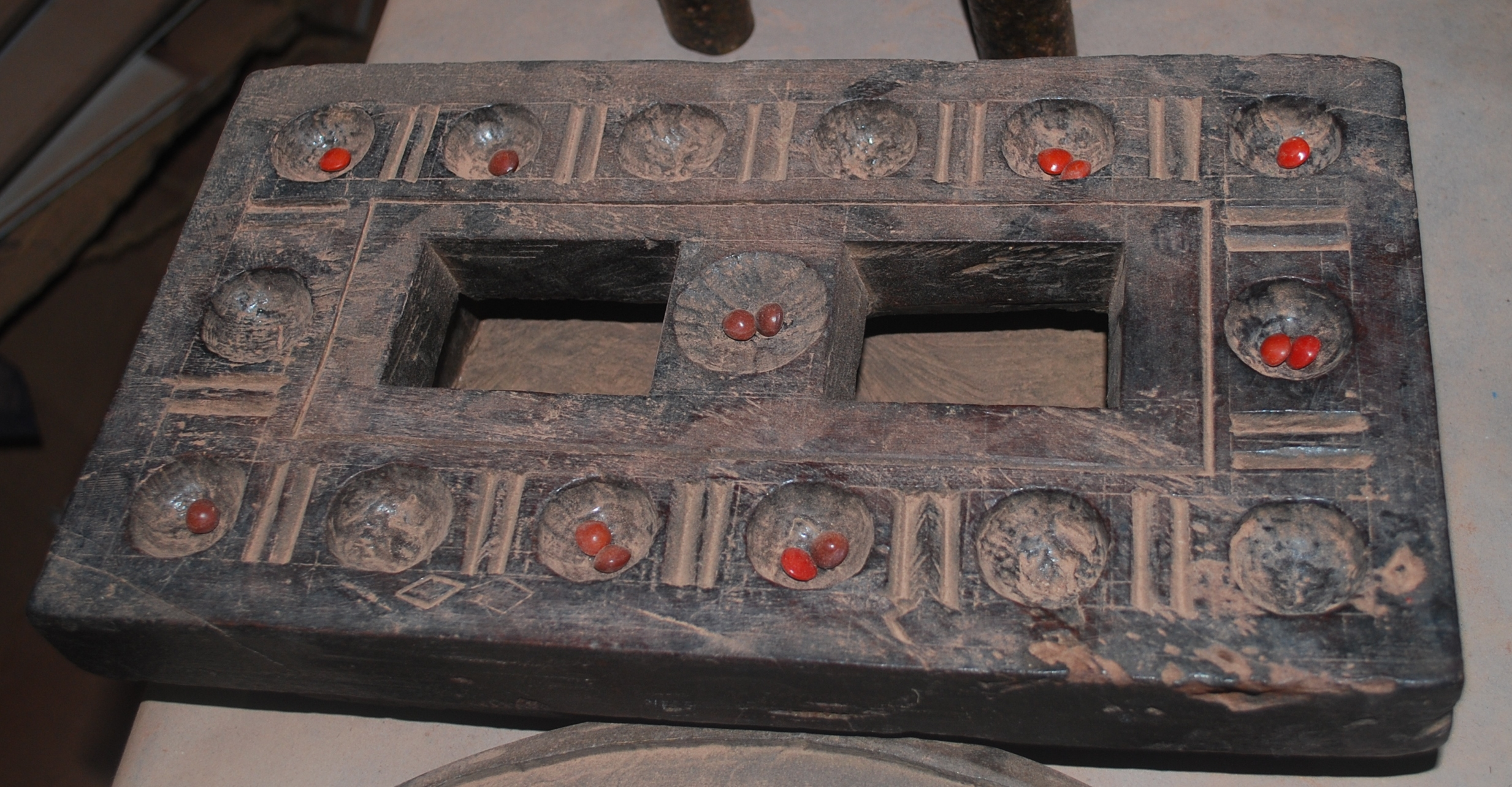
Pallanguzhi